# Tobias Lund Andresen
Tobias Lund Andresen (født 20. august 2002 i Taastrup) er en cykelrytter fra Danmark, der er på kontrakt hos Team Picnic-PostNL.

## Karriere
Han er født og opvokset i Taastrup. Allerede som 10-årig deltog Tobias Lund Andresen i 2013 i det midtjyske etapeløb Marcello Bergamo Cup hvor han repræsenterede CK FIX Rødovre.
Sammen med holdkammerat Kasper Andersen vandt han i februar 2018 juniorudgaven af Københavns seksdagesløb.
I april 2019 blev han nummer to i Flandern Rundt for juniorer, og senere på samme måned vandt han juniorudgaven af E3 BinckBank Classic i Harelbeke.
Ved DM i landevejscykling 2020 blev Tobias Lund Andresen U/19-danmarksmester i linjeløb.
I slutningen af august og starten af september 2020 opnåede Tobias Lund Andresen otte sejre på 14 dage. Han vandt blandt andet samtlige etaper, og tog dermed også den samlede sejr i det ungarske ungdomsløb Visegrad 4 Juniors.

### DSM
På grund af de gode resultater i juniortiden underskrev Tobias Lund Andresen en toårig kontrakt med Team DSMs udviklingshold Development Team DSM, gældende fra 1. januar 2021. Efter to sæsoner på udviklingsholdet, skrev han med virkning fra 2023 en treårig kontrakt med World Tour-holdet.

## Meritter

### Landevejscykling
2019
1. plads, E3 BinckBank Classic for juniorer
2. plads, Flandern Rundt for juniorer
2020
1. plads  Linjeløb, DM i landevejscykling for juniorer
1. plads   Samlet, Visegrad 4 Juniors
1. plads, 1., 2a., (ITT), 2b. og 3. etape
Grand Prix Rüebliland
1. plads  Pointkonkurrencen
1. plads, 2. og 3. etape
2021
1. plads, 7. etape, Tour de Bretagne
2022
9. plads, Paris-Tours Espoirs
2023
2. plads, Brussels Cycling Classic
2. plads, 1. og 3. etape ved Tour of Norway
2. plads, Albert Achterhes Profronde van Drenthe
2024
Tyrkiet Rundt
1. plads  Pointkonkurrencen
1. plads, 4., 5. og 7. etape
1. plads, 1. (TTT) og 3. etape ved PostNord Danmark Rundt
2. plads samlet ved Cro Race
1. plads, 4. etape
1. plads  Pointkonkurrencen
1. plads  Ungdomskonkurrencen
2025
1. plads, Surf Coast Classic
2. plads, Heistse Pijl

### Banecykling
2019
1. plads  Holdløb, DM i banecykling
2020
1. plads  Parløb (med Kasper Andersen), EM i banecykling for juniorer